# Parafia Chrystusa Króla w Lgocie
Parafia Chrystusa Króla w Lgocie – rzymskokatolicka parafia znajdująca się w archidiecezji krakowskiej, w dekanacie Trzebinia, w Polsce.